# Mo'men
Mo'men (en árabe: مؤمن pronunciado [ˈmoʔmen]) es una cadena de restaurantes de comida rápida con sede en El Cairo, Egipto, que se especializa en sándwiches. Mo'men es una subsidiaria de propiedad total del Grupo Mo'men.

## Historia
Los hermanos Mo'men abrieron su primer restaurante en Heliópolis en 1988, con un capital de 12,000.L.E. En ese momento, Egipto se estaba abriendo a las franquicias internacionales y muchos esperaban la llegada de cadenas de comida rápida estadounidenses como McDonald's y KFC. Sin embargo, las cadenas locales de comida rápida como Mo'men comenzaron a satisfacer esa demanda del mercado. En la actualidad, la cadena de restaurantes Mo'men se está convirtiendo en una de las grandes cadenas de restaurantes de Egipto en términos de ventas promedio y número de clientes por restaurante, con 57 restaurantes que atienden a más de diez millones de clientes al año. Los restaurantes de Mo'men atienden a más del doble de clientes y logran el doble de ventas por restaurante, en comparación con cualquiera de las cadenas internacionales que operan en Egipto.

## Ubicaciones en Egipto
Actualmente hay 62 ubicaciones Mo'men en Egipto que cubren todas las ciudades de El Cairo y Alejandría, así como otras ubicaciones en el país.

## Localizaciones internacionales
Mo'men abrió recientemente ubicaciones en Libia, Sudán, Dubái, Kuwait, Baréin, Arabia Saudita y Malasia.

## Fábrica
En octubre de 1999, comenzó la construcción de la fábrica de Mo'men. La fábrica se construyó con una capacidad de producción de 1.5 toneladas por hora y se considera una de las más grandes de Medio Oriente. La fábrica tiene 12,000 m²   y consiste en:
- Líneas de producción totalmente automatizadas para procesar toda la gama de productos de carne de res, aves y mariscos.
- Panadería
- Almacenes secos y fríos.
- Laboratorios de control de calidad

## Reparto
El 30 de julio de 2008, Actis Capital, un importante inversor de capital privado en mercados emergentes, ha completado un acuerdo para invertir US $ 48,5 millones en Mo'men Group. La inversión de US $ 48,5 millones de Actis en Mo'men ayudará al grupo a continuar su expansión planificada en todo el norte de África y la región del Golfo Pérsico. y ahora mo'men también abrió nuevas sucursales en Sudán, países del golfo, Libia e incluso Malasia.